# Красный буйвол
Красный буйвол, или карликовый лесной буйвол (лат. Syncerus caffer nanus) — парнокопытное млекопитающее из семейства полорогих, подвид африканского буйвола (Syncerus caffer). В настоящее время некоторыми исследователями выделяется в самостоятельный вид Syncerus nanus. Самый маленький из всех подвидов африканского буйвола. Рога направлены вверх и назад. Высота в холке около 120 см, масса тела в среднем составляет 270 кг. Окрас рыжий, с более тёмными участками на голове и плечах. Шерсть на ушах образует кисточки. Красный буйвол распространён в экваториальных лесах Центральной и Западной Африки. Главным врагом лесных буйволов в природе считается леопард. У самок рога немного меньше, чем у самцов. 

## Фото

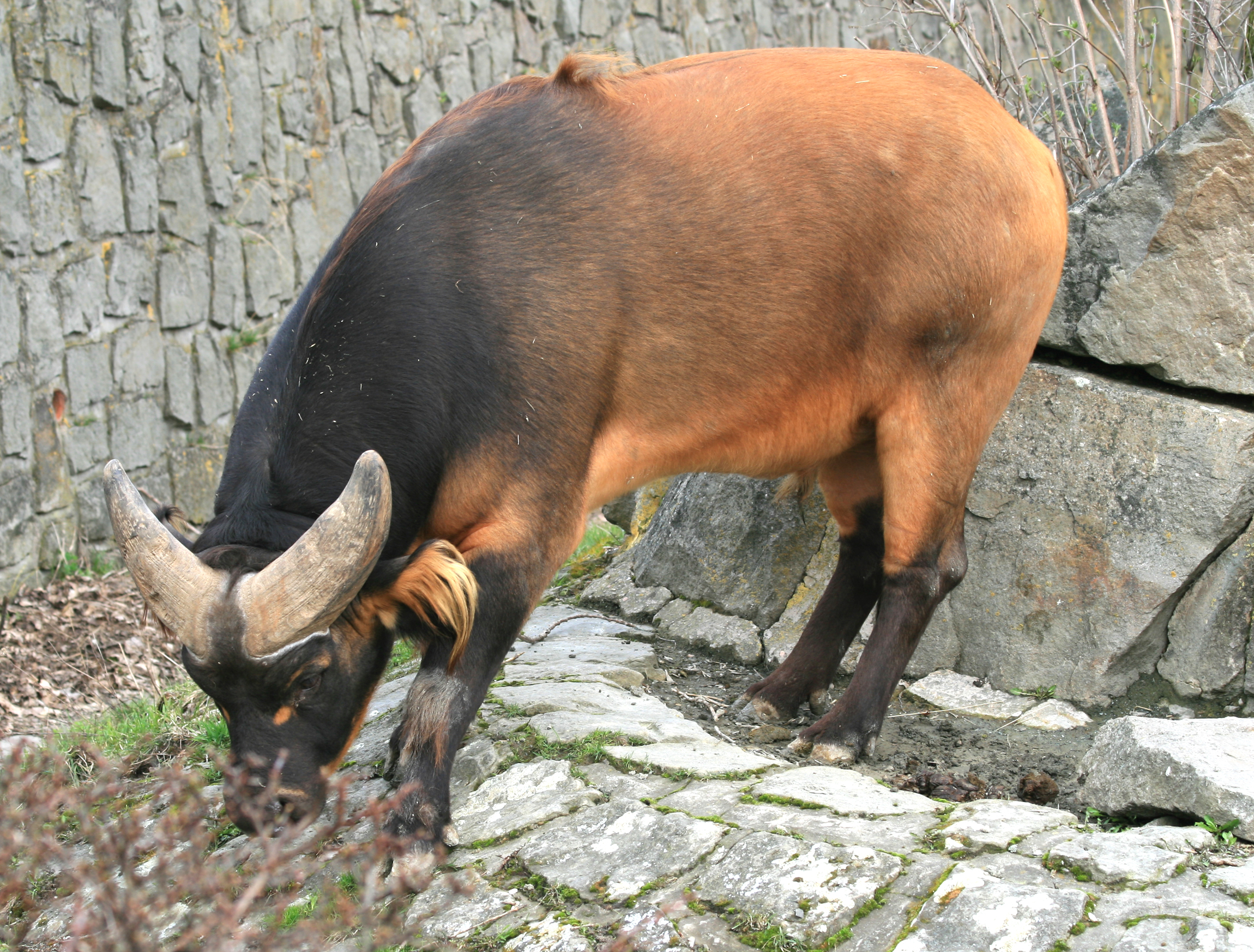
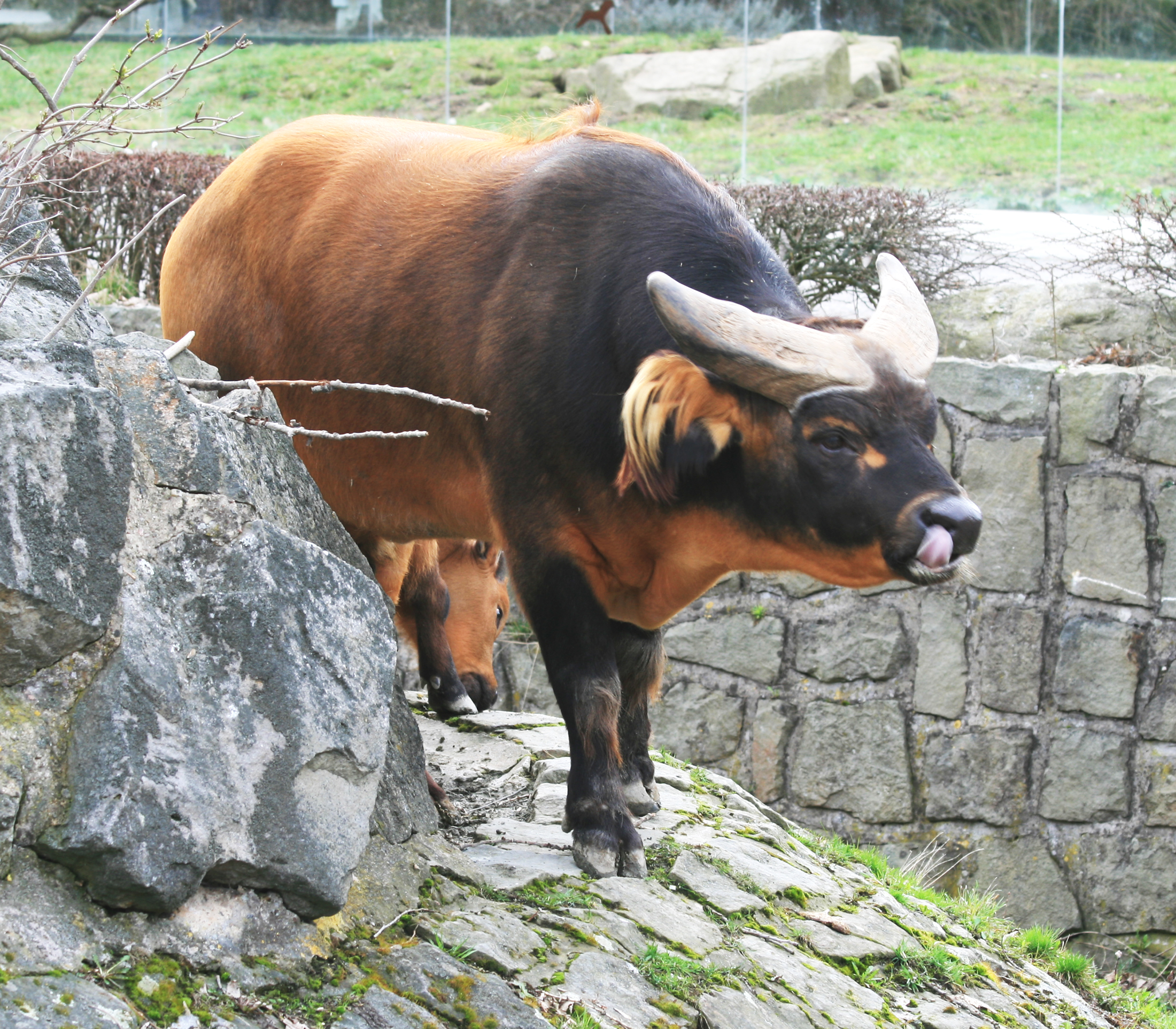
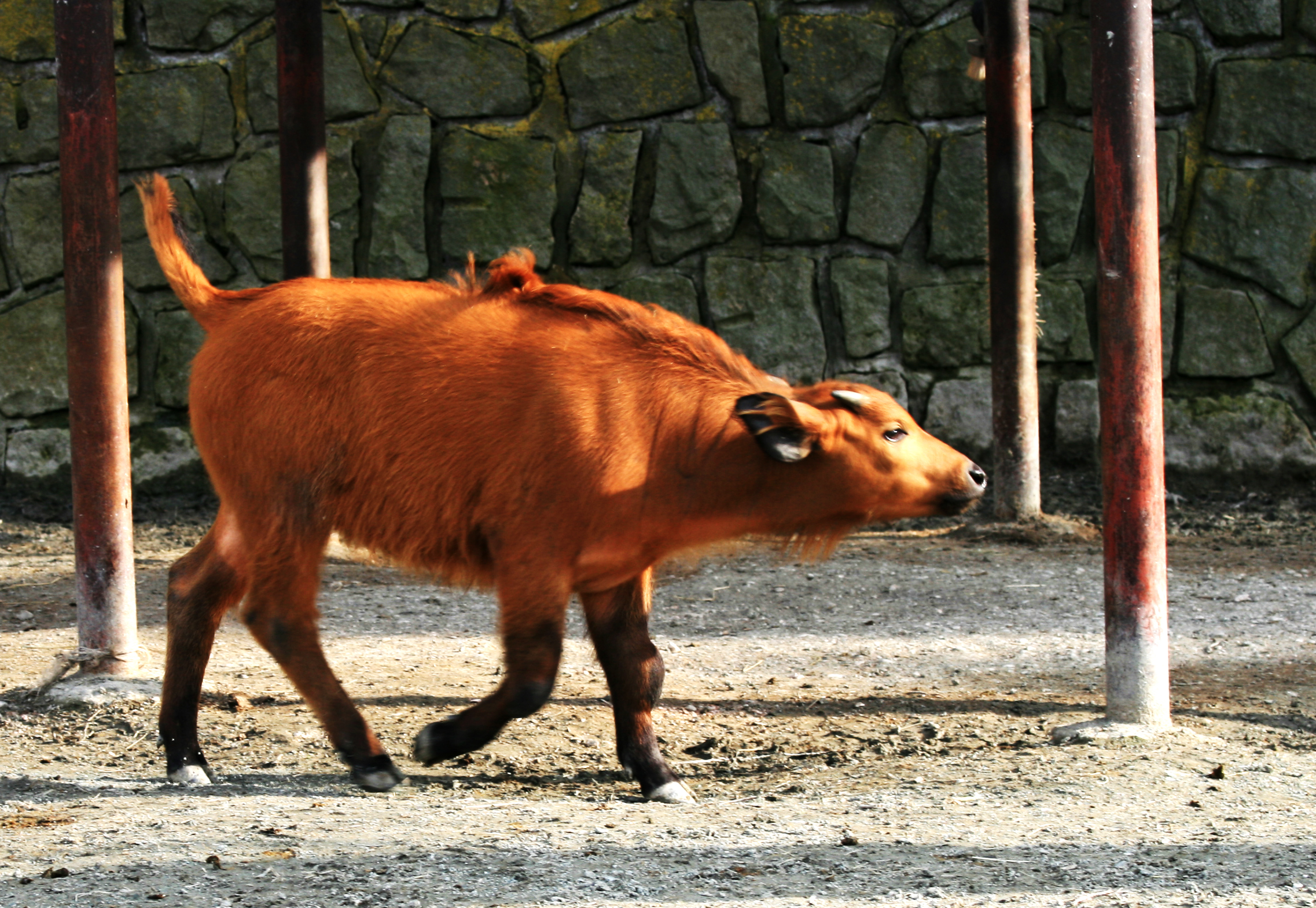
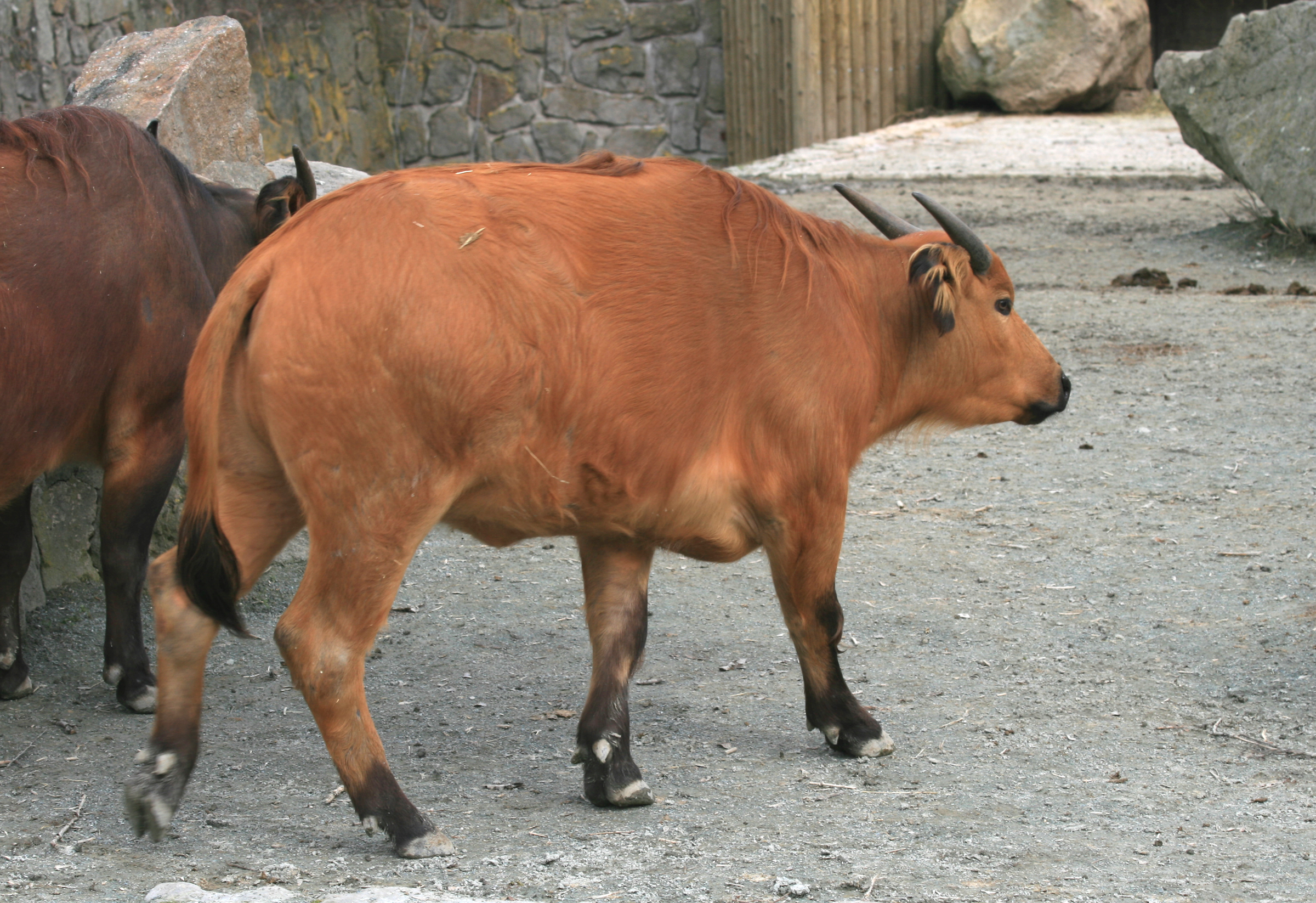
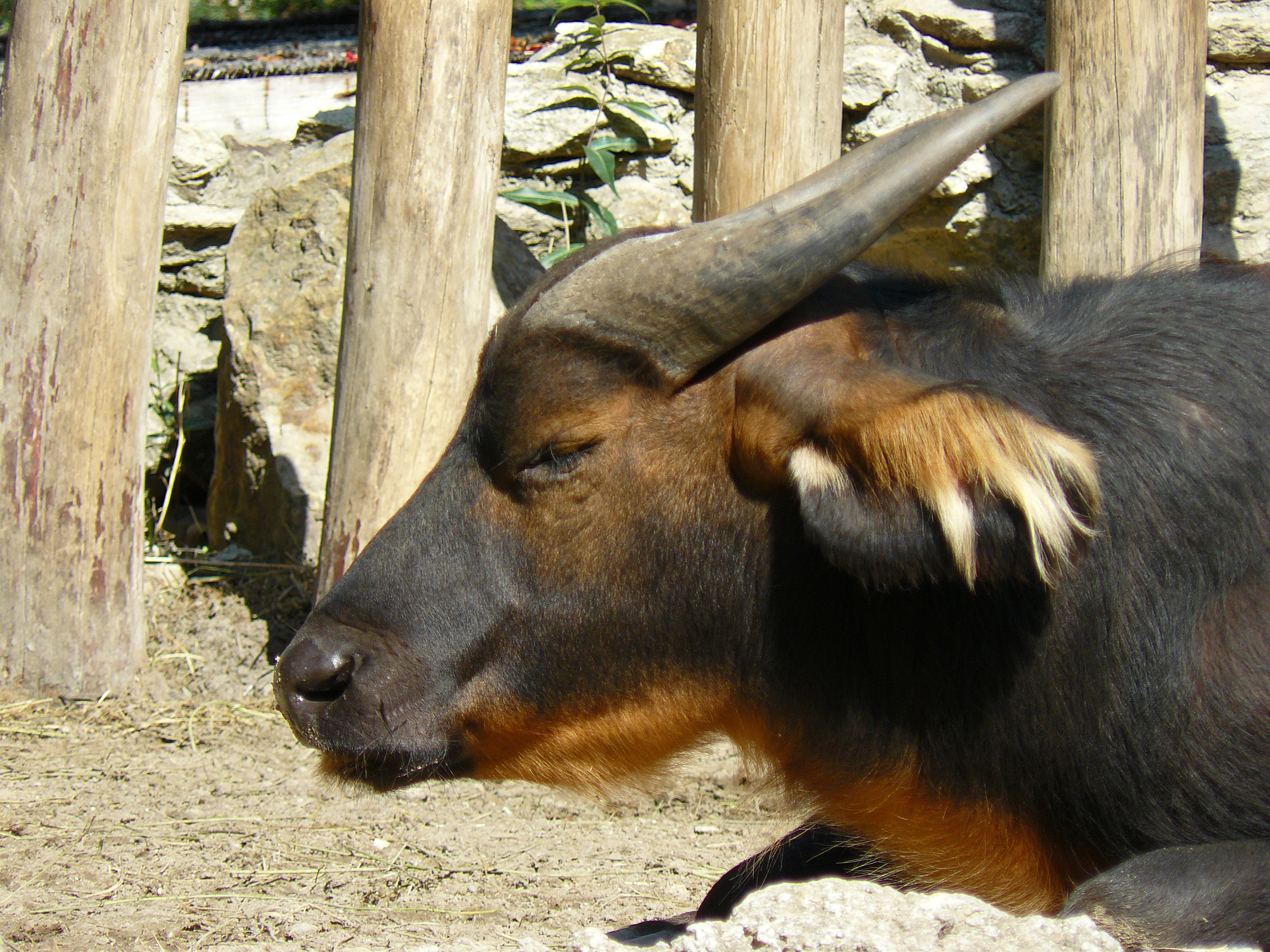
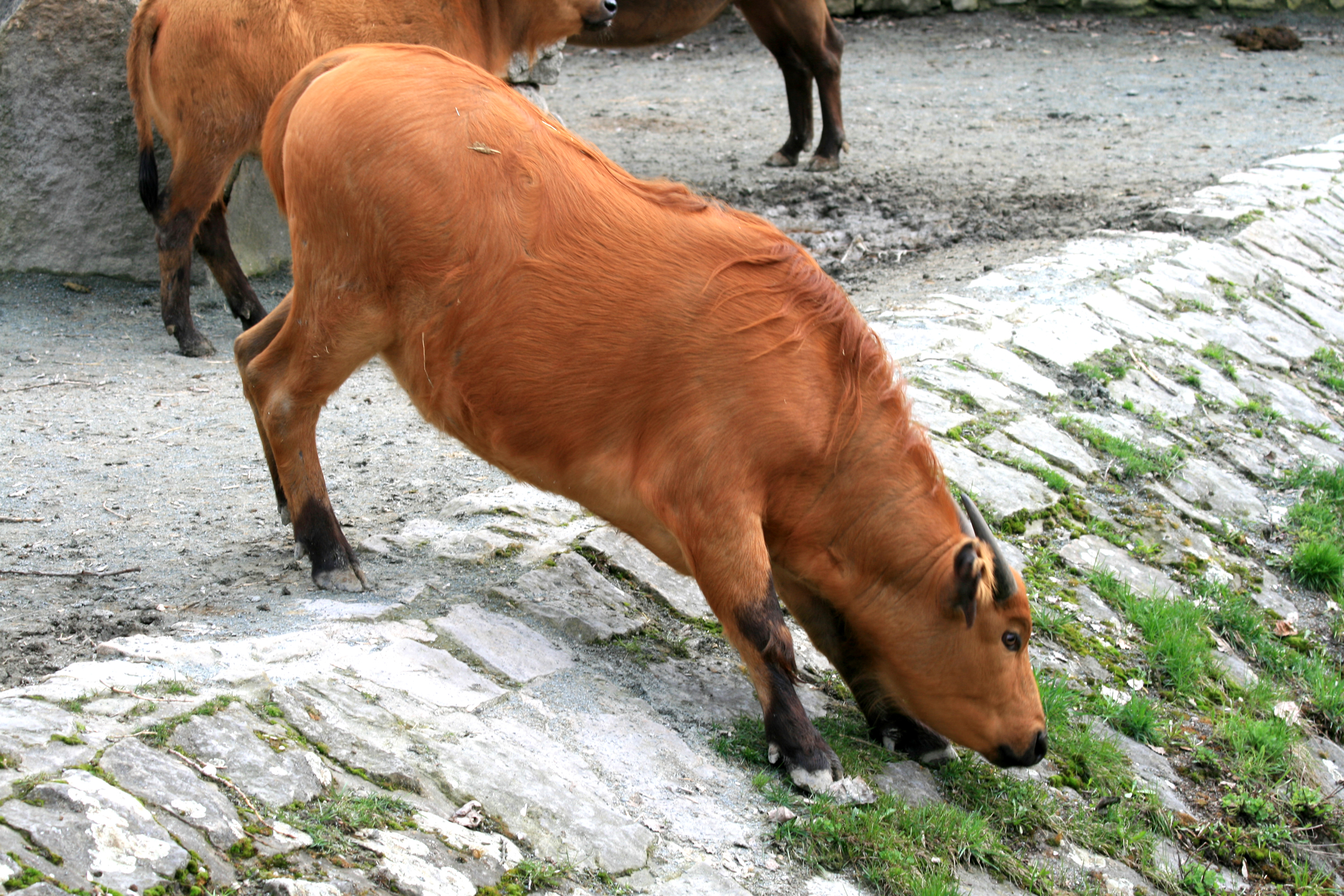